# Just Transition

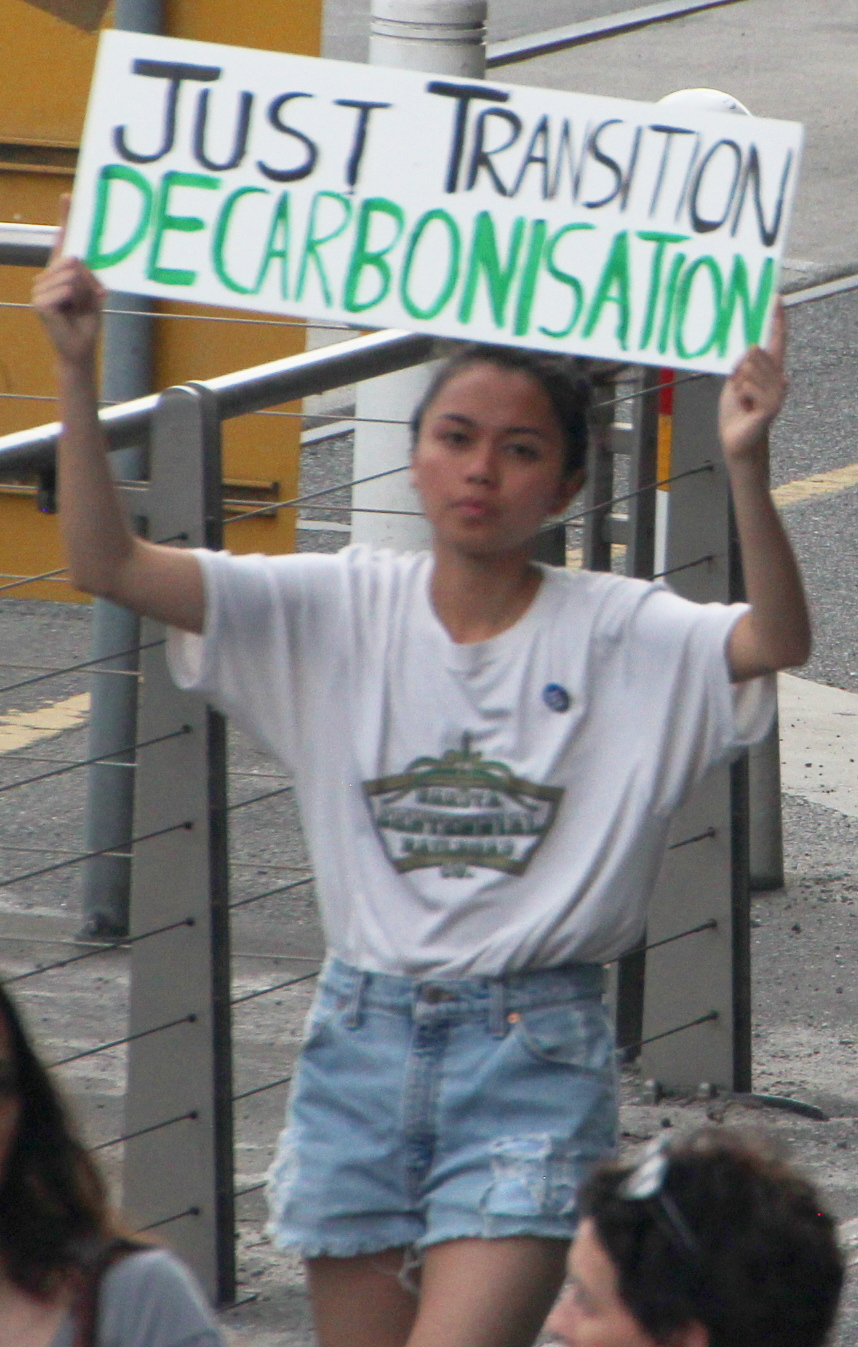
Manifestante em Melbourne

Just Transition é um conjunto de políticas e acções desenvolvidas por diversos movimentos sindicais para abranger uma gama de intervenções sociais de modo a garantir os direitos dos trabalhadores e os meios de subsistência num momento em que diversas economias estão a mudar para a produção sustentável, principalmente no combate às mudanças climáticas e na proteção da biodiversidade. Foi endossado internacionalmente por governos em diferentes campos, incluindo a Organização Internacional do Trabalho (OIT), a Convenção-Quadro das Nações Unidas sobre Mudança do Clima (UNFCCC) no Acordo de Paris, na Conferência do Clima de Katowice (COP24) e a União Europeia.
A União Europeia adoptou a Just Transition como uma parte importante do seu Acordo Verde Europeu para ajudar as regiões dependentes de combustíveis fósseis dentro da União Europeia a fazerem a transição para uma economia mais verde.
Do outro lado do Atlântico, nos Estados Unidos, o Green New Deal também propõe mecanismos de transição.